# Chantal Maillard
Chantal Maillard (Bruxelles, 1951) è una scrittrice e filosofa belga naturalizzata spagnola.

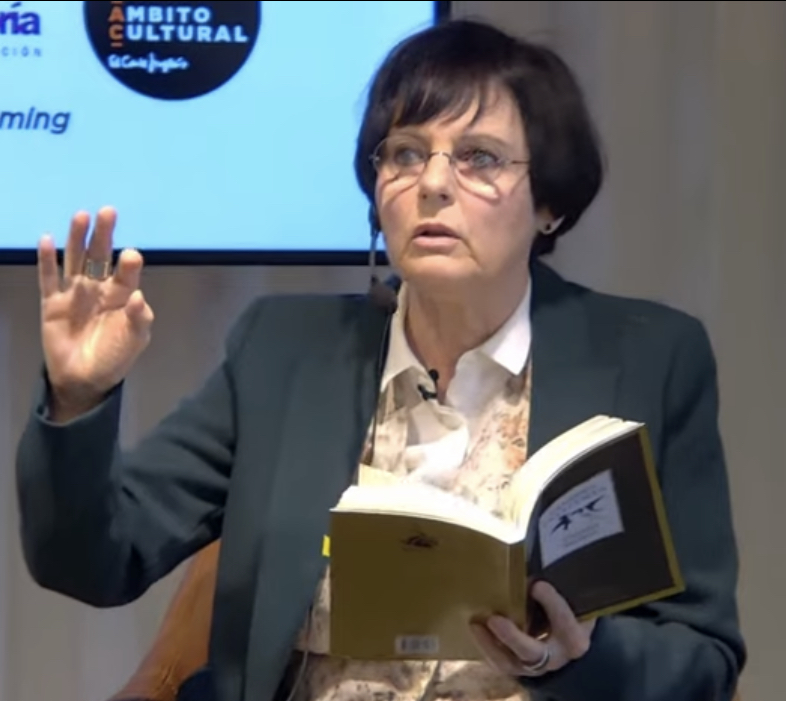

Risiede a Malaga e Barcellona. Ha studiato la filosofia e le religioni all'università di Malaga (bachelor e dottorato) e nell'università di Varanasi. Ha lavorato come insegnante di yoga e come collaboratrice per ABC ed El País.

## Opere

### Poesia
- Azul en re menor. Frigiliana: La Farola, 1982.
- La otra orilla. Coria del Río: Qüásyeditorial, 1990. Premio Juan Sierra 1990
- Hainuwele . Córdoba: Ayuntamiento de Córdoba, 1990. Premio Ciudad de Córdoba 1990
- Poemas a mi muerte. Madrid: La Palma, 1993. Poesía. Premio Ciudad de Santa Cruz de la Palma 1993
- Semillas para un cuerpo. Soria: Diputación Provincial de Soria, 1998. Premio Leonor 1987
- Conjuros. Madrid: Huerga y Fierro. Editores, S.L., 2001.
- Lógica borrosa. Málaga: Miguel Gómez Ediciones, 2002.
- Matar a Platón. Barcelona: Tusquets, 2004. Premio Nacional de Poesía 2004
- Hilos, 2007
- La tierra prometida, 2009
- Hainuwele y otros poemas, 2009
- Polvo de avispas. Málaga, 2011
- Balbuceos. Málaga, 2012
- La herida en la lengua. Barcelona, 2015

### Saggio
- El monte Lu en lluvia y niebla Málaga: Diputación Provincial de Málaga, 1990.
- La creación por la metáfora. Barcelona: Anthropos, 1992.
- El crimen perfecto. Madrid: Tecnos, 1993.
- La sabiduría como estética Madrid: Akal, 1995.
- La razón estética. Barcelona: Laertes, 1998. Aguado González, Jesús.
- El árbol de la vida. Maillard, Chantal (ed.). Barcelona: Kairós, 2001.
- Filosofía en los días críticos Valencia: Pre-Textos, 2001.

## Premi
- Premio Leonor 1987
- Ciudad de Córdoba 1990
- Premio Juan Sierra 1990
- Ciudad de Santa Cruz de la Palma 1993
- Premio Nacional de Poesía 2004